# راميرو لونا
راميرو لونا (بالإسبانية: Ramiro Luna)‏ هو لاعب كرة قدم أرجنتيني، ولد في 21 يوليو 1995.

## وصلات خارجية
- راميرو لونا على موقع قاعدة بيانات كرة القدم.إي يو (الإنجليزية)
- راميرو لونا على موقع Soccerway.com (الإنجليزية)